# Mon enfance en Allemagne nazie

Mon enfance en Allemagne nazie (en anglais, Mischling, Second Degree) est un livre autobiographique d'Ilse Koehn qui raconte la vie quotidienne sous le nazisme. Il décrit notamment la guerre à la radio (BBC anglaise ou fréquences locales de Berlin), et on assiste au déclin du Troisième Reich.
Le livre est paru en français pour la première fois en 1981, traduit de l'américain par Michèle Poslaniec (Ilse Koehn a émigré en 1958 aux États-Unis, où elle a vécu jusqu'à sa mort le 8 mai 1991). Il a été publié aux États-Unis, puis dans au moins six autres pays. Il a reçu plusieurs récompenses.

## Résumé
Ilse Koehn est une jeune fille qui vit pendant la période nazie. Sa grand-mère paternelle (Oma en allemand) est juive, ce qui fait d'elle une « sang mêlé » au second degré (Mischling en allemand). Ses parents se séparent donc pour la protéger. Elle raconte son enfance dans les camps des Jeunesses hitlériennes, dans sa cave, pendant les raids aériens et décrit l'angoisse de la guerre.

## Les personnages principaux
- Ilse Koehn : Dk squad

Elle a six ans en 1935, elle vit avec ses parents dans une maison qu'ils ont construite eux-mêmes jusqu'à la promulgation de lois racistes par Hitler le 15 septembre 1935. Elle doit alors aller vivre chez ses grands-parents maternels après la séparation de ses parents. Cette expérience lui forge le caractère d'autant plus qu'elle va dans plusieurs camps de la jeunesse hitlérienne pour des durées plus ou moins longues. Elle ne comprend pas toujours ce qui lui arrive, la méchanceté des professeurs dans les camps ou tout simplement pourquoi ses parents la laissent ici.
- Margarete Dereck : la mère d'Ilse. Elle est très belle, très attachée à sa fille qui vit avec elle chez ses parents mais ne possède pas un caractère très fort. Elle est très sensible et attentionnée envers sa fille.
- Ernst Koehn : le père d'Ilse, il est le contraire de sa femme car son tempérament est électrique, et il est souvent obligé d'élever la voix pour convaincre. Sa mère est juive et c'est la cause de son divorce avec Margarete, pour protéger leur fille.
- Mutter Dereck : la grand-mère maternelle d'Ilse. Elle vit avec Vater Dereck et s'occupe de son potager. Quand Ilse arrive chez elle, elle ne lui laisse pas un instant à elle et la fait travailler jusqu'au soir, ne l'incitant pas à étudier à l'école.
- Oma Koehn : la grand-mère paternelle d'Ilse
- Ruth : la meilleure amie d'Ilse, elle la rencontre dans un camp de la jeunesse hitlérienne. Elle est « anti-nazie » et ne cache pas sa rage à Ilse lors de l'attentat raté contre Hitler.
- Sigrun, Hanni, Uschi : les autres amies de Ilse. Sigrun est cependant une " ultra-nazie ".
- Eberhard : le petit ami de Ilse. Il est " anti-nazi ".
- Dr Pfaffenberger, Dr Lauenstein,  Dr Lenz, Dr Beck, Dr Hoffmann : les professeurs d'Ilse.

## Le personnage principal, le narrateur et l'auteur sont la même personne, Ilse Koehn, qui raconte son enfance.
- Le point de vue est interne et à la première personne du singulier car c'est une autobiographie.
- Le livre est découpé en 11 chapitres titrés qui suivent la chronologie du récit.
- Le chapitre introductif couvre une période de 13 ans (avant la naissance d'Ilse) tandis que les autres racontent une période de sa vie relativement courte.
- La période décrite s'étend de 1926 à 1945.

Ilse utilise un langage courant mais fait parfois usage du langage familier (ou de l'argot) lorsque ses sentiments sont trop forts pour être contrôlés. Le discours alterne entre narration et descriptions avec quelques dialogues.